# Stary Most (osada leśna)
Stary Most (dodatkowa nazwa w j. kaszub. Stôri Mòst) – osada leśna w Polsce położona w województwie pomorskim, w powiecie bytowskim, w gminie Lipnica.
Osada leśna  położona na Równinie Charzykowskiej, w regionie Kaszub zwanym Gochami nad rzeką Chociną.
W latach 1975–1998 miejscowość administracyjnie należała do województwa słupskiego.